# Curimopsis jordai
Curimopsis jordai là một loài bọ cánh cứng trong họ Byrrhidae. Loài này được Reitter miêu tả khoa học năm 1910.